# BP Kőbánya Spartacus
BP Kőbánya Spartacus ist ein Damen-Handballverein aus Kőbánya, dem zehnten Stadtbezirk der ungarischen Hauptstadt Budapest.
Der 1954 gegründete Verein Spartacus erlebte seine erste Hochzeit Anfang der 1960er Jahre. Sieben Meisterschaften wurden in acht Jahren gewonnen, 1965 erreicht der Klub das Finale des Europapokals der Landesmeister, der heutigen Champions League, welches allerdings mit 14:6, 7:10 an den dänischen Vertreter HG Kopenhagen ging. Bereits ein Jahr zuvor wie auch ein Jahr danach kam Spartacus bis ins Halbfinale des wichtigsten europäischen Wettbewerbs für Handballvereine.
Nach einer längeren Durststrecke konnte der Klub in den 1980er Jahren noch einmal kurz an die alten Erfolge anschließen. Im kleineren EHF Cup Winners’ Cup erreichte Spartacus 1981 das Endspiel, welches die Mannschaft 18:17 und 22:17 gegen Bane Sekulić Sombor gewann. Auch 1982 kam der Klub bis ins Finale des Cupsiegerbewerbes, musste sich dieses Mal allerdings RK Osijek beugen.

## Erfolge
EHF Champions League
- Finalist (1): 1965

EHF Cup Winners’ Cup
- Sieger (1): 1981
- Finalist (1): 1982

Bajnokság/Ungarische Meisterschaft
- Sieger (9): 1960, 1961, 1962, 1963, 1964, 1965, 1967, 1983, 1986